# Д'єсіочо-де-Хуліо
Д'єсіочо-де-Хуліо або Вісімнадцяте липня — невелике містечко в департаменті Роха на південному сході Уругваю.

## Місцезнаходження
Місто розташоване приблизно в 9 км на захід від Чуя по трасі 19. Наступне село на захід від нього — Сан-Луїс-ель-Медіо.

## Історія

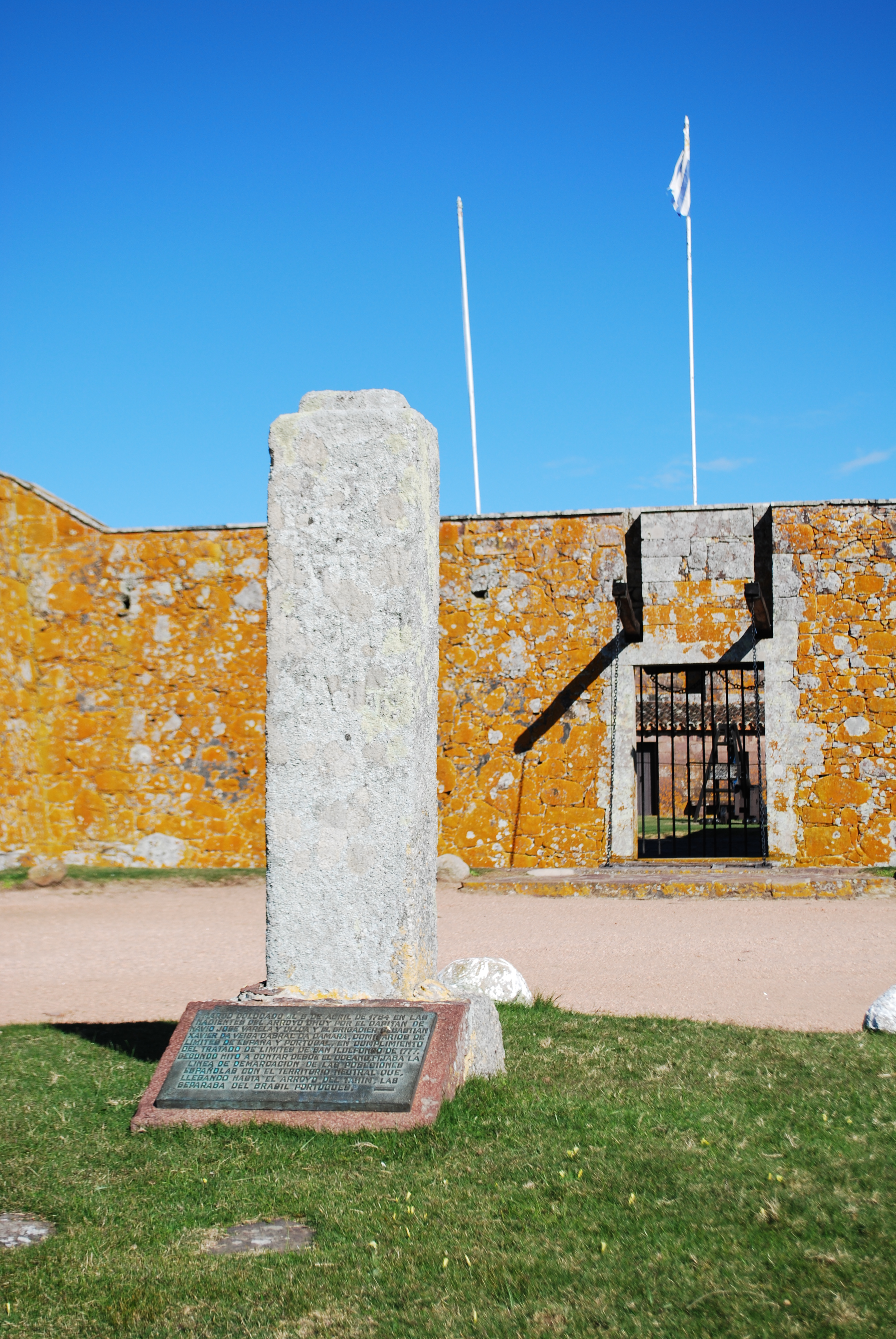
Форт-Сан-Мігель

12 червня 1909 року населений центр, відомий як «Сан-Мігель», був перейменований і оголошений «пуебло» (село) Актом про Лей № 5495. 20 червня 1961 р. актом про Лей № 12.876 його статус було підвищено до «вілли» (міста).

## Особливості
У місті є Форт де Сан Мігель, замок, який був перетворений на готель.

## Форт Сан Мігель
На східному кінці міста — пагорб, на якому розташований Форт Сан Мігель, відомий форт у колоніальні часи, побудований у 1737 році португальцями. Між фортом і містечком є також музей Кріолло, у якому просто неба зображено життя гаучо, а також у приміщенні містяться експонати візків і вагонів того часу.